# Rue Liancourt
La rue Liancourt est une voie située dans les quartiers du Petit-Montrouge et de Plaisance du 14e arrondissement de Paris.

## Situation et accès
La rue Liancourt est desservie à proximité par la ligne 13 à la station Gaîté et par les lignes 4 et 6 à la station Denfert-Rochereau.

## Origine du nom

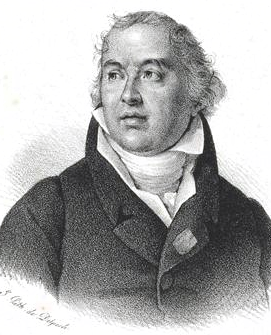
F. A. F. de La Rochefoucauld, duc de Liancourt.

Elle porte le nom du duc François Alexandre Frédéric de La Rochefoucauld Liancourt (1747-1827), philanthrope et homme politique ayant fondé à Liancourt une école des Arts et Métiers.

## Historique
Initialement dénommée « rue de La Rochefoucauld », cette ancienne voie du Petit-Montrouge, territoire de la commune de Montrouge est classée dans la voirie parisienne en vertu du décret du 23 mai 1863 et prend sa dénomination actuelle par un décret du 11 septembre 1869.
Au cours de la première Guerre mondiale, plusieurs immeubles de la rue Liancourt sont endommagés lors de la première campagne de tir effectuée les 23 et 24 mars 1918 par les pièces d'artillerie à très longue portée allemandes dites Pariser Kanonen positionnées à une distance de plus de 130 kilomètres.

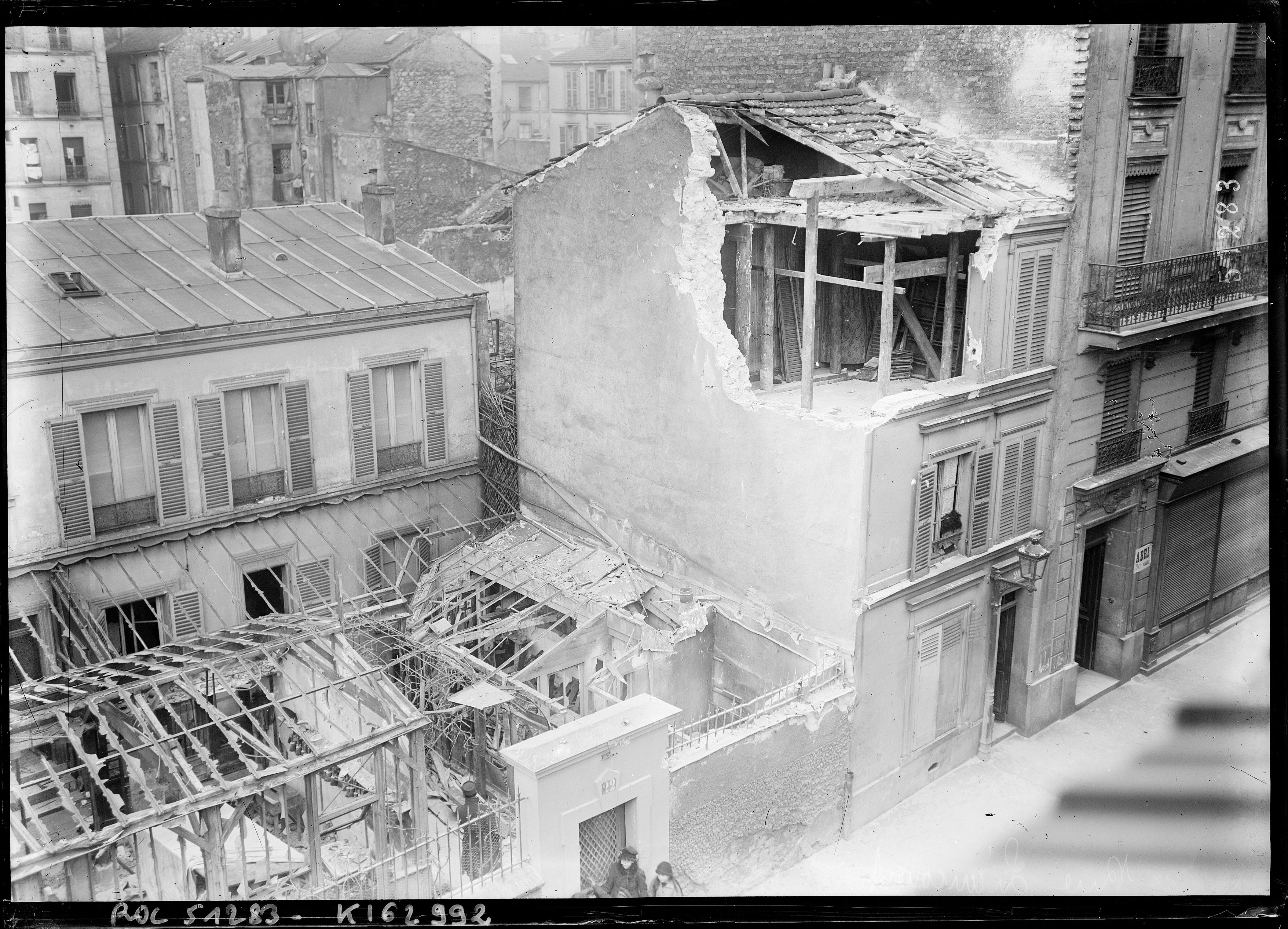
Effets du bombardement de la rue Liancourt les 23-24 mars 1918, Agence Rol.

## Bâtiments remarquables et lieux de mémoire
Ont vécu rue Liancourt les personnalités suivantes :
- No 4 : George-Daniel de Monfreid, peintre, y eut un atelier[1] ;
- No 12 : l'écrivain et poète suisse Charles-Ferdinand Ramuz et Maurice Clavel, de 1909 à 1910[2];
- No 14 :
- No 28: Désiré Briden, ainsi que l'artiste peintre Marcel Gromaire (1892-1971), à partir de 1964[3].
- No 27/31 : école du Sacré-Cœur, ouverte sous la tutelle des Filles de la Charité de Saint Vincent de Paul en 1855. Ses façades et son préau subissent des dégâts lors du bombardement allemand du jeudi 23 mars 1918, jour hebdomadaire où les élèves ne vont pas à l'école. L'obus tombe à 10.30 heures du matin et endommage plus sérieusement une maison voisine. Un dessin de Félix Brard conservé au Musée Carnavalet et plusieurs photographies de presse relatent la catastrophe[4],[5],[6].
- No ex-33 : (numéro supprimé, entrée transférée 29, rue Gassendi, puis 31, rue Liancourt) ancien orphelinat des Soeurs de Saint-Vincent de Paul (fondé en 1850[7] pour l'accueil de jeunes filles à partir de 6 ou 7 ans, connu en 1884 sous la dénomination « orphelinat des sœurs de Montrouge », ultérieurement internat scolaire.
- No 37 : Domicile en 1874 du peintre François Henri Alexandre Lafond (1815-1901), et de Suzanne Brunet, qu'il épouse cette même année, légitimant en même temps leurs quatre enfants[8]
- No 43 : T'ang Haywen.
- N° 59 : l'artiste-peintre ORAZI' (1906-1979), qui appartenait au groupe artistique de la Nouvelle École de Paris.